# Mount Vernon (Indiana)
Mount Vernon é uma cidade localizada no estado americano de Indiana, no Condado de Posey.

## Demografia
Segundo o censo americano de 2000, a sua população era de 7478 habitantes.
Em 2006, foi estimada uma população de 7186, um decréscimo de 292 (-3.9%).

## Geografia
De acordo com o United States Census Bureau tem uma área de
6,6 km², dos quais 6,4 km² cobertos por terra e 0,2 km² cobertos por água. Mount Vernon localiza-se a aproximadamente 122 m acima do nível do mar.

## Localidades na vizinhança
O diagrama seguinte representa as localidades num raio de 28 km ao redor de Mount Vernon.